# جيمس ستيوارت ماكدونالد
جيمس ستيوارت ماكدونالد (بالإنجليزية: James Stuart MacDonald)‏ هو رسام أسترالي، ولد في 28 مارس 1878 في Carlton, Victoria ‏ في أستراليا، وتوفي في 12 نوفمبر 1952 في ملبورن في أستراليا.